# Differential Geometry and its Applications
Differential Geometry and its Applications est une revue scientifique internationale à comité de lecture  dans le domaine des mathématiques, et plus particulièrement de la géométrie différentielle et des domaines connexes.

## Description
Le journal publie des articles de recherche originaux et des articles de synthèse en géométrie différentielle et dans les domaines interdisciplinaires des mathématiques qui utilisent des méthodes de géométrie différentielle et étudient les structures géométriques. Les principaux domaines suivants sont couverts : équations différentielles sur les variétés, analyse globale, groupes de Lie, géométrie différentielle locale et globale, calcul des variations sur les variétés, topologie des variétés, physique mathématique.
Le rédacteur en chef est, en 2022, Jan Slovák, de l'université Masaryk. La revue a été fondée en 1991. Son premier rédacteur en chef était Demeter Krupka, du département de mathématiques de l'université silésienne d'Opava (en) à Opava (Tchéquie).

## Résumés et indexation
La revue est indexée, et les articles sont résumés, par les revues bibliographiques usuelles, et notamment
- Current Mathematical Publications
- Mathematical Reviews
- Scopus
- Zentralblatt MATH

Le facteur d'impact de la revue est, sur SCI Journal Impact Factor Database, de 0,556 pour Web of Science et 1,027 pour Scopus.

### Sources
- Differential Geometry and its Applications  (ISSN 0926-2245)
- Differential Geometry and its Applications sur Genamics JournalSeek

### Articles liés
- Liste des journaux scientifiques en mathématiques